# Kathryn Drysdale
Kathryn Drysdale, född 1 december 1981 i Wigan, är en brittisk skådespelare. 

## Filmografi
- Tripping Over (2006)
- Doctor Who - Love & Monsters (2006)
- Vanity Fair (2004)
- Zemanovaload (2004)
- Two Pints of Lager (And a Packet of Crisps) (2001–)
- Trial & Retribution IV (2000)